# Banato de Severin
El Banato de Severin o Banato de Szörény (en húngaro: szörényi bánság; en rumano: Banatul Severinului; en latín: Banatus Zewrinensis; en búlgaro: банство Северинско, Severinsko banstvo; en serbio: бановина Северинска, Severinska banovina) fue una unidad política, militar y administrativa húngara con un papel especial en el sistema defensivo inicialmente antibúlgaro y posteriormente antiotomano del Reino medieval de Hungría. Fue fundada por el príncipe Bela en 1228.

## Territorio
El Banato de Severin era una marca (o provincia fronteriza) del Reino medieval de Hungría entre el bajo Danubio y el río Olt (en la actual Oltenia en Rumania). Una carta de concesión, emitida el 2 de junio de 1247 para los caballeros hospitalarios, mencionaba el Olt como su frontera oriental. Los caballeros recibieron la «Tierra de Severin» (Terra de Zeurino), junto con las montañas cercanas, por parte de Bela IV de Hungría. El rey había descrito la misma región como una tierra «desierta y despoblada» en una carta al papa Gregorio IX el 7 de junio de 1238. Los académicos modernos suponen que la conquista húngara del territorio o los enfrentamientos entre Bulgaria y Hungría habían obligado a la población local a huir. El historiador László Makkai dice que, obviamente, la población comenzó a aumentar a fines de la década de 1230, porque Bela pidió al papa que nombrara un obispo para Severin.
La carta de concesión de 1247 también mencionaba que «Cumania» limitaba con la Tierra de Severin desde el este. En el mismo título aparecen dos valacos (o rumanos) como unidades políticas —los kenezatus Juan y Farcaș— que fueron sometidos a los hospitalarios en esta ocasión. Un tercer kenezatus, que fue gobernado por el vaivoda Litovoi, no se incluyó en la subvención, pero se dejó a los valacos «como poseedores de esta». Sin embargo, Bela les dio a los hospitalarios la mitad de los ingresos reales recolectados en la tierra de Litovoi, con la excepción de los ingresos de la «Tierra de Hátszeg» (actual Țara Hațegului). Alexandru Madgearu dice, el diploma muestra que el kenezatus de Litovoi limitaba con la Tierra de Severin al norte, por lo que el banato solo debe haber incluido el sur de Oltenia a mediados del siglo XIII. El kenezatus del vaivoda Seneslao, que estaba ubicado al este del Olt, fue completamente excluido de la concesión.
Los banes inicialmente tenían su sede en la fortaleza de Szörény (actual Drobeta-Turnu Severin). Después de la pérdida de Szörény a fines del siglo XIII, el fuerte de Miháld (Mehadia) fue el centro de la provincia. Además de Miháld, el banato incluía Orsova (Orșova) y los distritos rumanos a lo largo del curso superior del río Temes (Timiș).

## Historia
El zar Kaloján de Bulgaria ocupó la región entre los ríos Cerna y Olt alrededor de 1199. El Reino de Hungría también se estaba expandiendo sobre los Cárpatos a principios del siglo XIII, lo que dio lugar a conflictos entre los dos países. Las tribus cumanas que habitaban al este del Olt hasta el río Siret acordaron pagar un tributo anual a los reyes de Hungría a principios de 1227. Los húngaros capturaron la fortaleza búlgara de Severin durante un campaña militar contra Bulgaria en 1231.
Después de la batalla de Mohács de 1526, el Banato de Severin se dividió. La parte sureste (al este de Varcsaró-Vârciorova, actual parte de Bolvașnița) pasó a estar bajo la jurisdicción de los príncipes de Valaquia y la parte noroeste (hacia el oeste desde Orsova, actual Orșova) se reorganizó gradualmente en el Banato de Lugos y Karánsebes.

## Lista de banes

### sigloXIII
| Periodo         | Titular                  | Monarca               | Notas | Fuente |
| --------------- | ------------------------ | --------------------- | --- | ------ |
| c. 1226-c. 1232 | Buzád Hahót              | Andrés II             | Se autodenominó «ex ban» en 1233. Su estrecha relación con el hijo de Andrés II, Bela, duque de Transilvania, sugiere que era ban de Severin (en lugar de ser ban de Eslavonia). | [ 17 ] |
| c. 1233         | Lucas                    | Andrés II             | | [ 18 ] |
| 1235            | Pós Csák                 | Bela IV               | También maestre del tesoro e ispán (o conde) del Condado de Bács | [ 18 ] |
| c. 1240         | Osl Osl                  | Bela IV               | | [ 18 ] |
| c. 1243         | Esteban Csák             | Bela IV               | | [ 18 ] |
| c. 1260         | Lorenzo, hijo de Kemény  | Bela IV               | Primer periodo. | [ 18 ] |
| c. 1262         | Esteban                  | Bela IV               | Solo se menciona en una carta no auténtica. | [ 18 ] |
| c. 1263         | Lorenzo                  | Esteban V (rey joven) | También maestre del tesoro de Esteban V. | [ 18 ] |
| c. 1268         | Alexander, son of Drug   | Esteban V (rey joven) | | [ 18 ] |
| c. 1268         | Ugrin Csák               | Esteban V (rey joven) | Primer periodo. | [ 18 ] |
| c. 1270         | Lorenzo, hijo de Kemény  | Esteban V             | Segundo periodo. También ispán del Condado de Doboka. | [ 19 ] |
| c. 1270         | Panyit Miskolc           | Esteban V             | | [ 19 ] |
| 1271-1272       | Lorenzo, hijo de Kemény  | Esteban V             | Tercer periodo. También ispán del Condado de Doboka. | [ 19 ] |
| 1272            | Alberto Ákos             | Esteban V             | | [ 19 ] |
| 1272-1274       | Pablo Gutkeled           | Ladislao IV           | Primer Periodo. También ispán de Valkó y Doboka. | [ 20 ] |
| 1274-1275       | Ugrin Csák               | Ladislao IV           | Segundo periodo. | [ 19 ] |
| 1275            | Pablo Gutkeled           | Ladislao IV           | Segundo periodo. | [ 20 ] |
| 1275-1276       | Mikod Kökényesradnót     | Ladislao IV           | | [ 19 ] |
| 1276            | Ugrin Csák               | Ladislao IV           | Tercer periodo. | [ 19 ] |
| 1277-1278       | Pablo Gutkeled (¿?)      | Ladislao IV           | Solo se menciona en cartas no auténticas. Tercer periodo. | [ 20 ] |
| 1279            | Lorenzo, hijo de Lorenzo | Ladislao IV           | Primer periodo. | [ 19 ] |
| 1291            | Lorenzo, hijo de Lorenzo | Andrés III            | Segundo periodo, pero pudo haber ocupado el cargo continuamente desde 1279 hasta 1291                                                                                            | [ 19 ] |

### sigloXIV
| Periodo   | Titular         | Monarca          | Notas                                                                     | Fuente |
| --------- | --------------- | ---------------- | ------------------------------------------------------------------------- | ------ |
| 1335-1341 | Dionisio Szécsi | Carlos I         | También maestre de los mayordomos                                         | [ 21 ] |
| 1342-1349 | Esteban Losonci | Carlos I, Luis I |                                                                           | [ 21 ] |
| 1350-1355 | Nicolás Szécsi  | Luis I           | También ispán de los condados de Keve y Krassó                            | [ 21 ] |
| 1355-1359 | Dionisio Lackfi | Luis I           | También maestre de los caballos, e ispán de los condados de Keve y Krassó | [ 21 ] |
| 1359-1379 | Vacante.        |                  |                                                                           | [ 21 ] |
| 1375-1376 | Juan Treutel    | Luis I           |                                                                           | [ 21 ] |
| 1376-1387 | Vacante.        |                  |                                                                           | [ 21 ] |

1. 1299-1307 Andrés Tárnok
2. 1308-1313 Andrés Tárnok y Martín Tárnok
3. 1314-1318 Domokos Csornai
4. 1319-1323 Ladislao Rátholti
5. 1323-1329 Dionisio Szécsi
6. 1324 Pablo
7. 1330-1341 Dionisio Szécsi
8. 1342-1349 Esteban Losonci
9. 1350-1355 Nicolás Szécsi
10. 1355-1359 Dionisio Lackfi
11. 1359-1375 vacante
12. 1376 Juan Treutel
13. 1376-1387 vacante
14. 1387 Ladislao Losonci
15. 1387-1388 Esteban Losonci
16. 1388-1390 Juan Kaplai-Serkei
17. 1390-1391 Nicolás Perényi
18. 1392 Szemere Gerebenci
19. 1392-1393 Bebek Detre
20. 1393 Francisco Szécsi
21. 1393-1397 vacante
22. 1397 Lucas de Oszkola
23. 1393-1408 vacante
24. 1408-1409 Filippo de Ozora
25. 1409 vacante
26. 1410 Lorenzo, hijo de Majos
27. 1410-1428 vacante
28. 1428 Emerico Marcali
29. 1430-1435 Nicolás Redwitz
30. 1429-1435 vacante
31. 1435 Ladislao Hagymás de Beregszó y Juan Dancs de Macedonia
32. 1436-1439 Francisco Talovac
33. 1439-1446 Juan Hunyadi el Menor
34. 1445-1446 Nicolás Újlaki
35. 1447-1454 Miguel Csornai
36. 1449 Blas Csornai
37. 1452-1454 Pedro Dancs de Sebes
38. 1455-1457 vacante
39. 1458 Vlad y Gregorio Bethlen
40. 1459-1460 vacante
41. 1460 Ladislao Dóczi
42. 1462-1463 Nicolás Újlaki
43. 1464-1466 vacante
44. 1466 Juan Pongrácz de Dengeleg
45. 1467 vacante
46. 1467 Esteban y Miguel de Muthnoki
47. 1468-1471 vacante
48. 1471-1478 Emerico Hédervári
49. 1478 Juan Erdő y Domokos Bethlen
50. 1478 vacante
51. 1479 Ambrosio Török y Jorge Szenthelsebethi
52. 1479 Bartolomé Pathócsy
53. 1480-1483 Bartolomé Pathócsy y Francisco Haraszti
54. 1483-1489 Francisco Haraszti y Andrés Szokoly
55. 1490 Emerico Ozorai
56. 1491 Emerico Ozorai y Dánfy Andrés de Doboz
57. 1491-1492 Francisco Haraszti y Dánfy Andrés de Doboz
58. 1492 Móré Felipe Csulai
59. 1492-1494 Móré Jorge Csulai y Francisco Balassa
60. 1495-1501 Tárnok Pedro Macskási y Jacobo Gerlisthey
61. 1501 Jacobo Gerlisthey y Bélai Barnabás
62. 1502 Jacobo Gerlisthey y Tárnok Pedro Macskási
63. 1503 Bernabé Bélai
64. 1503 Jacobo Gerlisthey
65. 1504-1508 Jacobo Gerlisthey y Bernabé Bélai
66. 1508-1513 Miguel Paksi y Bernabé Bélai
67. 1514 Bernabé Bélai y Juan de Zápolya
68. 1515-1516 Nicolás Hagymási de Berekszó
69. 1517-1518 vacante
70. 1519 Bernabé Bélai
71. 1520-1521 Nicolás Gerlisthey
72. 1522-1523 Juan Vitéz Kállay
73. 1524-1526 Juan Vitéz Kállay y Juan de Zápolya
74. 1526-1540 Bajo el gobierno de los banes Lugos y Karánsebes
75. 1526-1860 Bajo ocupación otomana